# Rio (Dizzy Man's Band)
Rio (Eu te quero mais) is een single van Dizzy Man's Band. Het was de eerste single die door het platenlabel Warner Music Group werd uitgegeven. Het was een producerslied van Peter van Asten (Peter Bewley) en Richard de Bois, samen geschreven met Jacques Kloes.
De B-kant Booze and bad women was door Kloes alleen geschreven.
De arrangementen waren van Rick Beekman, die afkomstig was uit de muziekgroep Ginger Ale, waarin ook Richard de Bois en Will Luikinga speelden. Die drie speelden ook in de band rond Roek Williams.

## Hitnotering

### Nederlandse Top 40
| Positie: | 35 | 27 | 26 | 32 | 39 | uit |

### NederlandseDaverende 30
| Positie: | 30 | 24 | uit |